# هنري لاو
هنري لاو (بالإنجليزية: Henry Lau)‏ (مواليد 11 أكتوبر 1989 في تورونتو)، واسمه الفني هنري هو مغني راب وراقص وموسيقي وملحن ومنتج وممثل كندي، نشاطه الفني غالباً ما يكون في كوريا الجنوبية. بدأ نشاطه الفني سنة 2008 بانظمامه لفرقة سوبر جونيور م الكورية وهي فرقة فرعية تنشط بالصين تابعة لفرقة سوبر جونيور. قبلها ظهر كعازف كمان في أغنية "Don`t Don" سنة 2007. يتميز هنري بالعزف على البيانو والكمان.

## وصلات خارجية
- هنري لاو على موقع IMDb (الإنجليزية)
- هنري لاو على موقع ميوزك برينز (الإنجليزية)
- هنري لاو على موقع ميوزك برينز (الإنجليزية)
- هنري لاو على موقع أول ميوزيك (الإنجليزية)
- هنري لاو على موقع ديسكوغز (الإنجليزية)
- هنري لاو على موقع قاعدة بيانات الفيلم (الإنجليزية)

- الموقع الرسمي